# Вальтер, Ганс
Ганс Вальтер (нем. Hans Walther; 25 декабря 1883, Пачкау, Германия — 16 октября 1972, Кобленц-Эренбрайтштайн, Германия) — немецкий морской офицер, командир подводной лодки в Первой мировой войне.

## Начало карьеры
Вальтер вступил во флот 1 апреля 1902 года. После окончания военно-морского училища служил на линкорах «Эльзас» и «Пруссия», на торпедных катерах, на крейсере «Гейер». После службы ротным командиром в Первой матросской дивизии 1 октября 1912 года был переведён в распоряжение Инспекции торпедного оружия, где прошёл обучение на подводника, в ходе которого был повышен в звании до капитан-лейтенанта.

## Первая мировая война
Первую мировую войну Вальтер встретил в качестве вахтенного и торпедного офицера на борту лёгкого крейсера «Аугсбург». Участвовал в бомбардировке российского порта Либава и в минных постановках на Балтийском море. В конце февраля 1915 года некоторое время находился в Школе подводного плавания. С 8 марта по 26 декабря 1915 года командовал подводной лодкой «U-17». 16 марта 1916 года Вальтер был назначен командиром новой подводной лодки «U-52». Лодка, вошедшая в состав II подводной флотилии, 19 августа 1916 года потопила тремя торпедами британский лёгкий крейсер «Ноттингем». После того, как он уже получил оба класса Железного Креста, Вальтер был награждён рыцарским крестом с мечами королевского дома Гогенцоллернов. В другом походе ему удалось потопить французский линкор «Сюффрен». 9 января 1917 года кайзер Вильгельм II наградил Вальтера высшей прусской наградой за доблесть — орденом «Pour le Mérite». В дополнение к британской подводной лодке «C-34», Вальтер потопил три других вспомогательных военных корабля и 27 торговых судов.
2 октября 1917 года Вальтер был назначен командиром Первой флотилии подводных лодок Фландрии, которая находилась в оккупированном Брюгге. После эвакуации осенью 1918 года был откомандирован в распоряжение Инспекции торпедного оружия, где оставался до завершения войны.

## Межвоенный период
Вальтер оставил службу во флоте 30 сентября 1929 года, после чего работал журналистом и был главным редактором Kieler Zeitung.